# Szántó András (festőművész)
Szántó András (Szatmárnémeti, 1946. május 25. –) nagybányai magyar festő, grafikus.

## Életútja
Feszt László tanítványaként 1970-ben végzett a kolozsvári Képzőművészeti Egyetemen. Több egyéni kiállítása volt Nagybányán, Budapesten, Gyulán és külföldön (Berlin, Dortmund). 
Festészete egyfajta kelet-európai hiperrealizmus, amelyet mély érzelmi töltése, hagyományhűsége és a színek lágy, lírai használata különböztet meg az amerikai változattól. Művei hazai és külföldi múzeumokban egyaránt megtalálhatóak.

## Kiállításai
- Zempléni Fesztivál (2018)[2][3]
- Teleki Napok (2017)[4]

## Társasági tagság
- Romániai Képzőművészek Szövetsége[5]

## Tovébbi információk
- Egy színes nagybányai. YouTube
- Kieselbach aukciós ház
- Portfóliója az absolute arts portálon
- Festőművészeti portál
- Romanian Artworks Archiválva 2018. november 25-i dátummal a Wayback Machine-ben